# Lamanonia grandistipularis
Lamanonia grandistipularis är en tvåhjärtbladig växtart som först beskrevs av Paul Hermann Wilhelm Taubert, och fick sitt nu gällande namn av Paul Hermann Wilhelm Taubert. Lamanonia grandistipularis ingår i släktet Lamanonia och familjen Cunoniaceae. Inga underarter finns listade i Catalogue of Life.